# 卡斯塔尼亚罗
卡斯塔尼亚罗（義大利語：Castagnaro），是意大利威尼托大区维罗纳省的一个市镇。总面积34.74平方公里，人口4101人，人口密度118.0人/平方公里（2009年）。国家统计（ISTAT）代码为023020。

## 友好城市
- 德国菲施巴豪